# Face.com
Face.com fue una compañía de tecnología radicada en Tel Aviv que desarrolló una plataforma de reconocimiento facial eficaz para fotos subidas vía web y aplicaciones móviles. Las Aplicaciones y API de Face.com han escaneado escanearon miles de millones de fotos mensuales etiquetando rostros, enlazándolas a información en la redes sociales. En febrero de 2011, la compañía había “descubierto” 18 miles de millones caras a través de su API y aplicaciones de Facebook.
La empresa fue fundada en 2009, y mantuvo una oficina en Tel Aviv, Israel con 10 empleados. Face.com ha desarrollado y publicado dos aplicaciones de Facebook: Buscador de Fotos y Etiquetador de fotos. El Buscador de fotos permite a los usuarios buscar fotos sin eqtiquetar, y a continuación, etiquetarlas. Photo Tagger ha permitido etiquetado de rostros en masa en fotos con varios rostros subidas a Facebook. El 18 de junio de 2012, la compañía anunció que ha sido adquirida por Facebook.

## Programa de REST API
En marzo de 2010, Face.com abrió una fase alfaa de su REST API, la que permitía a desarrolladores de terceros integrar las funciones de reconocimiento facial, los algoritmos y la base de datos de caras etiquetadas con sus propias aplicaciones y servicios de Face.com. La REST API entregó a los desarrolladores libre acceso a toda la plataforma tecnológica, con algunos límites, a la vez de acceso a lista blanca y licenciamiento premium. Con la API, los desarrolladores podían etiquetar y reconocer usuarios de Facebook y Twitter, adjuntar las tecnologías de Face.com para su propio índice de imágenes, o incluso mezclar y combinar de reconocimiento facial a través de varias fuentes de fotos, incluyendo Facebook, Twitter, Flickr, Picasa, entre otros.
En febrero de 2011, El programa de la REST API de Face.com fue movida desde la fase Alfa a Beta, aumentando la tasa de 200 fotos por hora a 5.000. Para el 10 de febrero de ese año, más de 10.000 desarrolladores estaban usando la API.

## Financiación
Face.com recaudó un total de $5.3 millones de dólares en financiación para su tecnología de reconocimiento de rostros. Una ronda Series A, por un total de $1 millón se recaudó en febrero de 2009. El 27 de septiembre de 2010, la compañía anunció que había cerrado la ronda Serie B de 4,3 millones de dólares, liderada por el anterior inversor Rodio y Rusia, inversor de Yandex. El 18 de junio de 2012, la compañía fue adquirida por Facebook por una suma no revelada estimada entre $55 y $60 millones.

## Estudio de la Universidad de Massachusetts
En 2011, un estudio conducido en la Universidad de Massachusetts Amherst comparó una porción del algoritmo de Face.com, y encontró una tasa de reconocimiento del 91%

## Actualización
En junio de 2012, Face.com fue vendida a Facebook. Se ha continuando con el desarrollo de la tecnología en el marco del proyecto DeepFace.
A partir de diciembre de 2015 el dominio Face.com fue vendido a una empresa de comercio electrónico.